# Sunday Times Rich List
Sunday Times Rich List (en català: Llista de rics del Sunday Times) és una llista de les mil persones o famílies més adinerades del Regne Unit, actualitzada anualment a l'abril i publicada com una revista suplement per part del diari britànic The Sunday Times des de 1989. Les decisions editorials sobre la compilació de la llista es publiquen al diari i en la seva versió a Internet com les seves «regles de compromís».
Els editors estimen la riquesa dels subjectes en un espectre d'informació pública, basat en els valors de gener de cada any. Típicament, expliquen les seves accions declarant: «Mesurem la riquesa identificable, sigui terrenys, propietats, curses de cavalls, art o accions en companyies. Excloem comptes bancaris, a les quals no tenim accés... tractem de donar però considerant les nostres limitacions».
La llista més recent es va publicar el 21 d'abril de 2013.

## Llibre
Una versió més completa de la llista de rics, es publica també com a llibre, editat per Philip Beresford. Aquesta llista cobreix les 5.000 persones més riques i inclou les seves adreces comercials.
- Sunday Times Rich List 2006-2007 va ser publicat per A & C Black el desembre de 2006 (ISBN 978-0-7136-7941-0).
- Sunday Times Rich List 2007-2008 s'havia de publicar per part de A & C Black el novembre de 2007 (ISBN 978-0-7136-8515-2), però finalment no es va dur a terme donat un desacord entre els editors i The Sunday Times. Els editors volien publicar el llibre només si s'incloïa en el mateix una edició en format CD. The Sunday Times no va permetre això argumentant que donaria als seus competidors l'oportunitat de crear i desenvolupar la seva pròpia base de dades i publicar llistes rivals.[4]